# Laëtitia Grand

a Compétitions nationales et continentales officielles uniquement.

b Matchs officiels uniquement.
Dernière mise à jour le 4 mars 2015.
Laëtitia Grand, née le 26 juillet 1990 à Saint-Gaudens, est une joueuse internationale française de rugby à XV occupant le poste de troisième ligne aile ou  centre. Elle joue en club avec le RC Lons et en équipe de France féminine de rugby à XV depuis 2012.

## Biographie
Laëtitia Grand est titulaire d'un BEP cuisine et donne un coup de main à sa mère au bar Le Millenium de Montréjeau,.
Laëtitia Grand évolue avec le RC Lons, club de la banlieue de Pau qu'elle a rejoint à l'été 2012 après avoir quitté la Fédérale 1 où elle évolue avec le club de Tarbes. Elle est championne de France en 2012 avec Lons, elle marque l'essai de la finale. 
Elle connaît ses trois premières sélections avec l'Équipe de France de rugby à XV féminin l'automne 2012.
Le 14 mars 2014, elle gagne le Grand Chelem avec l'Équipe de France au stade du Hameau à Pau, au terme d'une cinquième victoire en autant de rencontres du Tournoi des Six Nations face à l'Irlande (19-15),.
Elle participe à la Coupe du monde de rugby à XV féminin 2014, qui se dispute en France du 1er août au 17 août 2014.  
En février 2015, elle joue les trois premières rencontres du Tournoi des Six Nations 2015 face à l'Écosse (42-0), à l'Irlande (10-5) et au pays de Galles (28-7).

## Palmarès en club
- Championne de France en 2012

## Palmarès en équipe nationale
- Participations au Tournoi des Six Nations féminin 2013 et 2015
  - Vainqueur (1) : 2014 (grand chelem)
- Troisième de la Coupe du monde de rugby à XV féminin 2014
- xx sélections en Équipe de France de rugby à XV féminin